# Son-Rise
Le programme Son-Rise est un ensemble d'Interventions en autisme, conçues pour une application au domicile parental des enfants autistes. Le programme met l'accent sur l'acceptation des comportements de l'enfant sans jugement, le contact visuel, et l'absence de contrôle coercitif. Ce programme est enseigné aux parents à l′Autism Treatment Center of America (ATCA), à Sheffield, dans le Massachusetts ; mais aussi durant des stages sur inscription, dans d'autres pays.

## Histoire
Barry Neil Kaufman et sa femme Samahria Lyte Kaufman ont développé ce programme au début des années 1970, alors qu'ils travaillaient avec leur fils Raun Kaufman, diagnostiqué comme un enfant à l'autisme très sévère. Celui-ci (en) affirme désormais être complètement guéri grâce à ce programme.
Présenté dans diverses publications dont Son-Rise: The Miracle Continues (en), le programme Son-Rise est suivi par des centaines de familles à travers le monde. En France, il est coordonné par l'association Optim'Autisme.

## Efficacité et critiques
Une étude menée en 2003 par la chercheuse  Katie R. Williams a révélé que la participation au programme entraînait plus d'inconvénients que d'avantages pour les familles concernées au fil du temps, bien qu'il existe une forte corrélation entre les modèles de mise en œuvre des interventions et les perceptions parentales de leur efficacité. En 2006, elle souligne, dans la revue Autism, la très grande difficulté à évaluer l'efficacité du programme Son-Rise, en raison de différences entre les instructions données dans les publications et l'application à domicile par les parents. Il n'existe pas de documentation à propos d'autres personnes autistes d'un certain âge qui auraient « guéri » de l'autisme avec cette méthode, aussi les chercheurs Rita Jordan et Stuart Powell estiment (en 1993) que le succès du programme Son-Rise dépend du potentiel intellectuel de l'enfant concerné. En 2005, C. Hauser, de la National Autistic Society, a critiqué l'emphase mise sur la recherche du contact visuel dans le programme Son-Rise, laquelle peut être problématique pour certains enfants.
En France, la Haute autorité de Santé a classé le programme Son Rise parmi les interventions non recommandées en autisme, en mars 2012.
La première publication consacrée à l'efficacité du programme Son-Rise dans une revue à comité de lecture date de fin 2013. Les enfants du groupe expérimental ont reçu quarante heures de programme Son-Rise pendant une semaine. L'étude a révélé que les enfants du groupe expérimental présentaient une augmentation significative du taux d'échange de regards et de contacts sociaux par rapport à un groupe témoin n'ayant reçu aucune intervention. Il convient toutefois de noter que l’étude n’a utilisé ni échantillon aléatoire, ni plan expérimental en simple aveugle, mais que les parents ont choisi les groupes témoins en fonction de leur perception de l’efficacité de l’intervention. Les chercheurs suggèrent que davantage de recherches devraient permettre d'évaluer la différence entre les attitudes des parents, et l'efficacité réelle de l'intervention.